# Tribute in Light

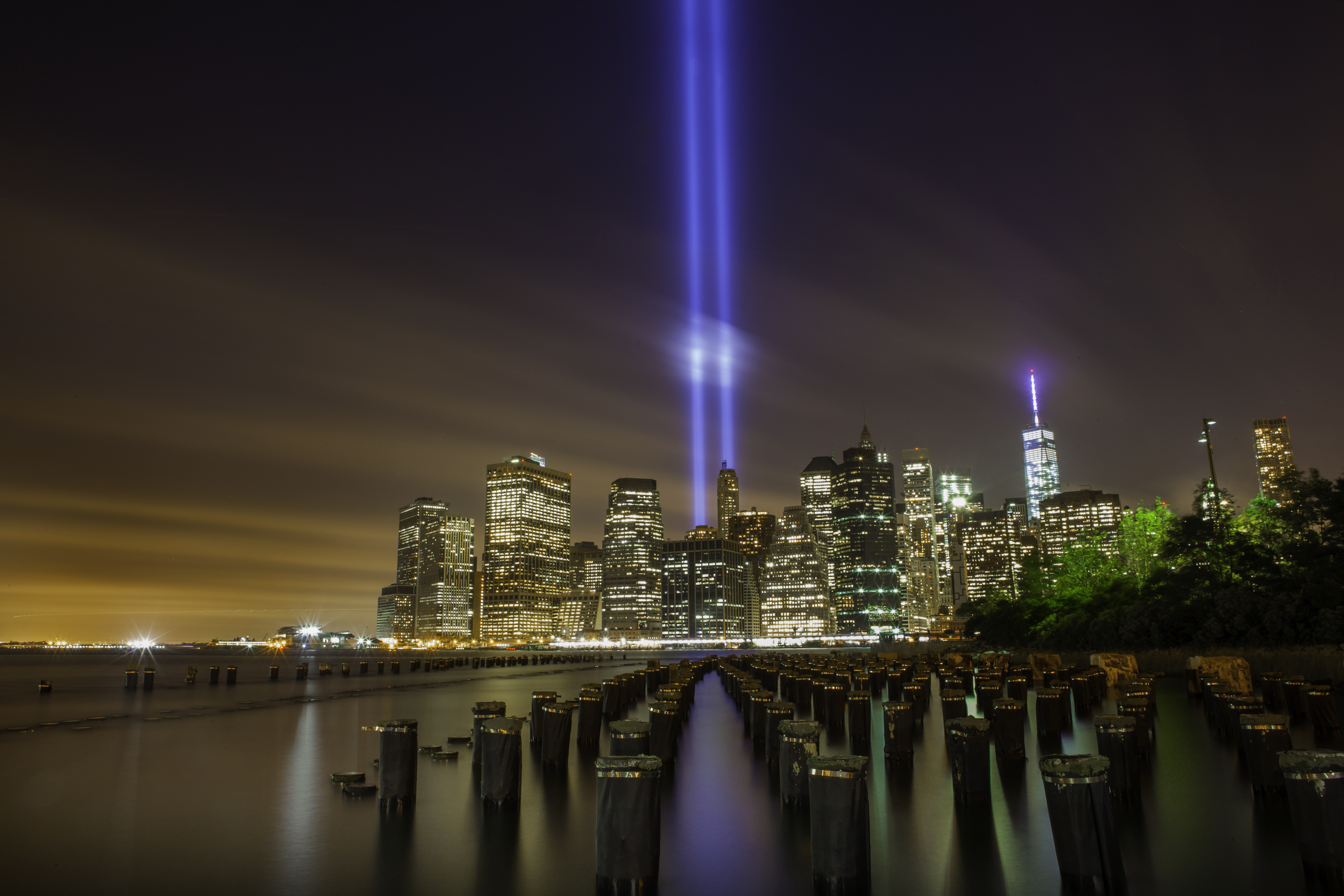
Tribute in Light op 11 september 2014

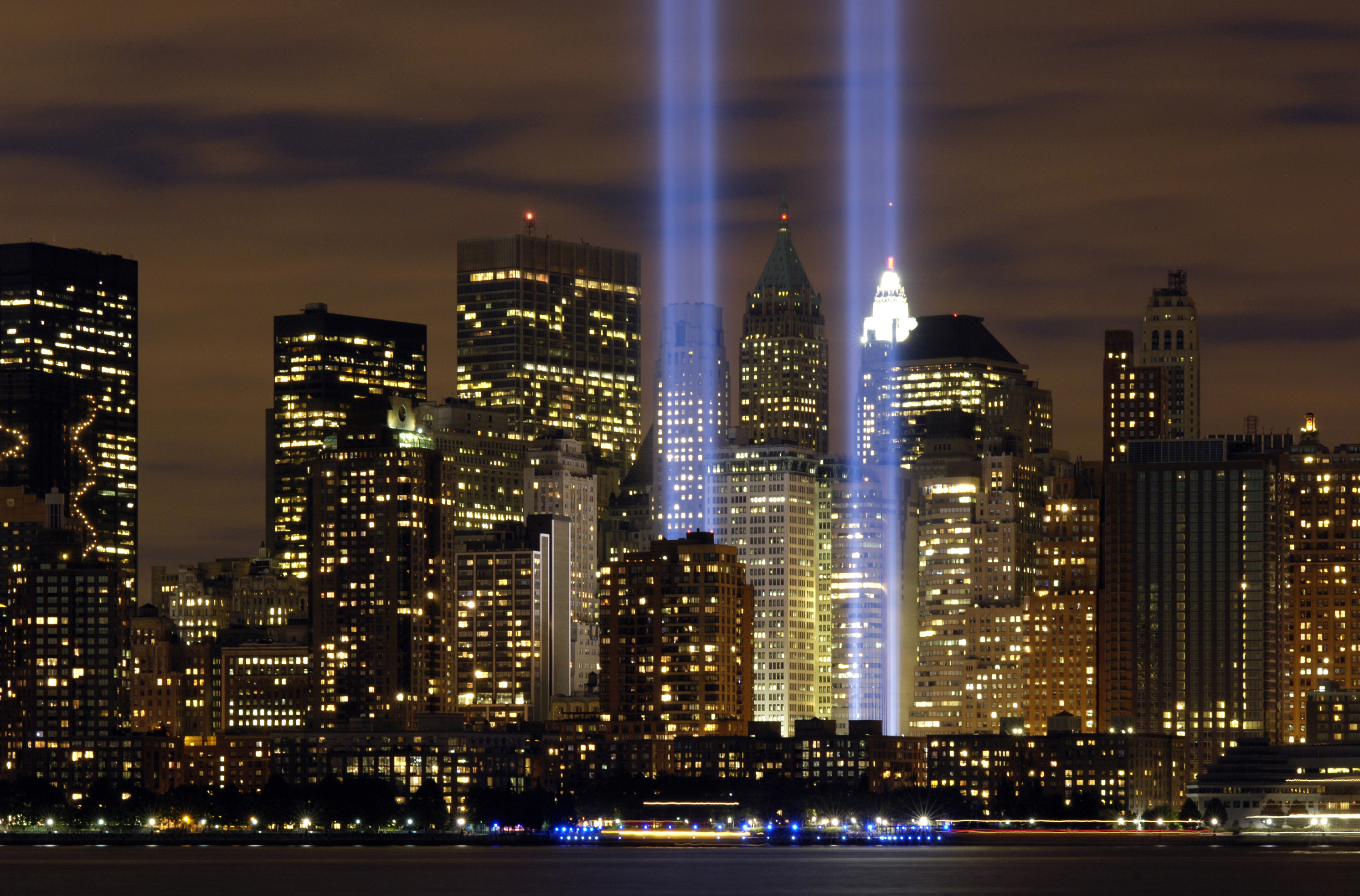
Tribute in Light op 11 september 2009

Tribute in Light is een kunstinstallatie in New York die eens per jaar 's avonds als gedenkteken te zien is, namelijk op 11 september. 
Tribute in Light bestaat uit 88 zoeklichten die de voormalige Twin Towers van het World Trade Center voorstellen ter nagedachtenis van de aanslagen op 11 september 2001.

## Omschrijving
Tribute in Light is een gedenkteken voor de Twin Towers in Lower Manhattan die werden verwoest bij de aanslagen op 11 september 2001. De installatie bestaat uit 88 xenon-lichten (44 lichten per stuk) die elk 7.000 watt verbruiken en wordt jaarlijks door het Italiaanse bedrijf Space Cannon geïnstalleerd op een parkeergarage op 70 Greenwich Street (en dus niet letterlijk de locatie van de Twin Towers).
Tribute in Light zou oorspronkelijk een tijdelijk gedenkteken worden en scheen voor het eerst op 11 september 2002, een jaar na de aanslagen. Sindsdien keren de zoeklichten ieder jaar terug, hoewel er soms sprake is geweest van een mogelijke stopzetting.
Het concept werd bedacht door gedupeerde mensen (familie van slachtoffers) die het idee hadden opgevat om lichten te gebruiken als herdenking, onder de vleugels van de Municipal Art Society and Creative Time.
Beide zoeklichten kostten in totaal 1.626 dollar (uitgaande van  0,11 dollar per kWh) om 24 uur te functioneren. Het gedenkteken kan bij een heldere nacht vanop 97 kilometer afstand worden waargenomen. Tribute in Light is zichtbaar tot in Trenton, de hoofdstad van de staat New Jersey.

## Kritiek vanwege migratie vogels
In 2010 zou de installatie verdwijnen, maar ze bleef bestaan ondanks kritiek wegens lichtvervuiling waardoor tienduizenden vogels werden verward of gevangen zaten gedurende de vogeltrek.